# Рязанцев, Александр Владимирович (шахматист)
Александр Владимирович Рязанцев (род. 12 сентября 1985, Москва) — российский шахматист, международный гроссмейстер (2001).  
Чемпион мира и Европы среди юниоров, победитель юношеской Олимпиады в составе сборной России. Пятикратный чемпион в командных чемпионатах России по классике. Чемпион России среди мужчин 2016, Чемпион Европы по быстрым шахматам 2016, двухкратный призёр первенства Европы 2015, 2019. Чемпион Москвы 2006. Неоднократный победитель и призёр Российских и международных соревнований. Заслуженный тренер России (2016), Заслуженный тренер ФИДЕ (2012).
В 2006 году окончил Российский государственный университет физической культуры, спорта, молодёжи и туризма, в 2009 — аспирантуру Южно-Уральского государственного университета. Кандидат биологических наук, защитил диссертацию по 19.00.02 — психофизиология на тему: «Особенности психофизиологического развития и адаптации к умственным нагрузкам учащихся младших классов, занимающихся шахматами».
С 2010 года и по настоящие время работает тренером в сборной команде России, в 2011 году был старшим тренером мужской сборной России на командном чемпионате Европы. С 2012 года работал тренером женской сборной России. В 2017 году присвоено высшее спортивное звание — Гроссмейстер России. 
В разное время работал и работает с ведущими российскими шахматистами, А. Грищук, В. Крамник, С. Карякин, Д. Дубов, А. Есипенко и др.

## Спортивные достижения
Чемпион России среди юниоров (1997), чемпион мира среди юниоров (1997), чемпион Европы среди юниоров (1998), победитель Всемирной юношеской Олимпиады в Артеке (2000).
Двукратный серебряный призёр чемпионата Москвы по блицу (2008, 2013). Серебряный призёр финала Гран-При России по быстрым шахматам (2014). Бронзовый призёр Еврокубка в составе команды «Малахит» (2014). Бронзовый призёр чемпионата Европы по блицу (Минск, 2015). Участник двух Кубков Мира (2011, 2013). В октябре 2016 года победил в Суперфинале 69-го чемпионата России, став чемпионом страны. В декабре 2016 года в Таллине завоевал золото на Чемпионате Европы по быстрым шахматам.
| Год  | Город       | Турнир                    | + | − | = | Результат | Место |
| ---- | ----------- | ------------------------- | - | - | - | --------- | ----- |
| 2000 | Самара      | 53-й чемпионат России     | 1 | 2 | 8 | 5 из 11   | 37—44 |
| 2001 | Элиста      | 54-й чемпионат России     | 1 | 4 | 4 | 3 из 9    | 55—56 |
| 2002 | Краснодар   | 55-й чемпионат России     | 2 | 3 | 4 | 4 из 9    | 32—43 |
| 2003 | Красноярск  | 56-й чемпионат России     | 2 | 2 | 5 | 4½ из 9   | 38—42 |
| 2008 | Москва      | 61-й чемпионат России     | 1 | 5 | 5 | 3½ из 11  | 11    |
| 2009 | Москва      | 62-й чемпионат России     | 3 | 4 | 6 | 4 из 9    | 7—8   |
| 2010 | Пойковский  | 11-й международный турнир | 2 | 1 | 8 | 6 из 11   | 5     |
|      | Биль        | Опен                      | 5 | 0 | 6 | 8 из 11   | 1     |
| 2016 | Новосибирск | 69-й чемпионат России     | 3 | 0 | 8 | 7 из 11   | 1     |

В августе 2017 года покорил Эльбрус и сыграл в шахматы на пике самой высокой вершины Европы.

## Изменения рейтинга
| Графики недоступны из-за технических проблем. См. информацию на Фабрикаторе и на mediawiki.org. |

## Награды
- Благодарственное письмо Президента Российской Федерации 2014
- Медаль ордена «За заслуги перед Отечеством» II степени (6 апреля 2021 года)— за успешное выступление сборной команды Российской Федерации по шахматам на первой всемирной онлайн-олимпиаде ФИДЕ 2020[11]
- Орден Дружбы (11 апреля 2024 года) — за большой вклад в развитие и популяризацию отечественного шахматного движения[12]

Региональные награды:
- Медаль «За веру и добро» (Кемеровская область, 2024)
- Благодарственное письмо законодательного собрания Челябинской области 2011
- Благодарность руководителя департамента спорта города Москвы 2023

Ведомственные награды:
- Юбилейная медаль Министерства спорта РФ, посвящённая столетию образования государственного органа управления в сфере физической культуры и спорта

## Увлечения
- Альпинист России

Совершал восхождения на Эльбрус, Казбек, Белуха, Ключевская сопка и др. 
В 2017 году сыграл в шахматы на Вершине Эльбруса (5642 метра), в 2021 сыграл в шахматы на вершине Килиманджаро (5895).
8 мая 2024 сыграл и победил в первом шахматном высокогорном турнире EVERCHESS в базовом лагере Эвереста на высоте 5364.